# Olho d'Água do Casado
Olho d'Água do Casado é um município brasileiro localizado no oeste do estado de Alagoas. Localiza-se a uma latitude 09º32'10" sul e a uma longitude 37º17'38" oeste, estando a uma altitude de 286 metros. Sua população recenseada em 2010 pelo IBGE é de 8 491 habitantes.
Possui uma área de 322,264,3 km².
Limita-se ao norte com o município de Inhapi, ao sul com Sergipe, a leste com o município de Piranhas e a oeste com os municípios de Água Branca e Delmiro Gouveia.
O município recebe esse nome devido ao fazendeiro que se chamava José de Melo Casado, cuja fazenda tinha fontes de água, e que abastecia a população, por isso dar-se o nome de Olho d´Água do Casado.
O produto da economia do município é o caju, fruta que é símbolo local. Na telenovela Velho Chico, dada cena foi gravada no município.